# اسدلی، جلیل‌آباد
اسدلی (به ترکی آذربایجانی: Əsədli) یک منطقه مسکونی در جمهوری آذربایجان است که در شهرستان جلیل‌آباد واقع شده‌است. اسدلی ۱۰۵۰ نفر جمعیت دارد.